# ORF 1
ORF 1 (ORF eins) е първи обществен телевизионен канал в Австрия, собственост на Австрийското радио и телевизия (ORF). Стартира през 1955 г. През 1957 г. започва с редовна програма, работи шест дни в седмицата. От 1961 г. започва да излъчва ежедневно.

## Логотипи
- 27 октомври 1992 – 4 октомври 2000 г.
- 5 октомври 2000 – 17 август 2005 г.
- 17 август 2005 – 8 януари 2011 г.
- Лого на ORF 1 HD от 2 юни 2008 до 8 януари 2011 г.
- 8 януари 2011 – 26 април 2019 г.
- Лого на ORF eins HD от 8 януари 2011 до 26 април 2019 г.
- Лого от 26 април 2019 г.
- Лого на ORF 1 HD от 26 април 2019 г.